# Avenida Guardia Civil
La avenida Guardia Civil es una avenida de la ciudad de Lima, capital del Perú. Se extiende de norte a sur, en los distritos de San Borja, San Isidro y Surquillo, a lo largo de 12 cuadras.

## Historia
En la década de los años 1940, fue trazada junto a la avenida José Gálvez Barrenechea como las pistas de despegue y aterrizaje del antiguo aeropuerto internacional de Limatambo (el primer aeropuerto comercial de la ciudad de Lima, actualmente Ministerio del Interior del Perú) en el actual límite de los distritos de San Isidro y San Borja.

## Recorrido
Se inicia en la avenida Javier Prado Este, siguiendo el trazo de la avenida del Aire.